# Beardstown
Beardstown é uma cidade localizada no estado americano de Illinois, no Condado de Cass.

## Demografia
Segundo o censo americano de 2000, a sua população era de 5766 habitantes. 
Em 2006, foi estimada uma população de 5914, um aumento de 148 (2.6%).

## Geografia
De acordo com o United States Census Bureau tem uma área de 
8,9 km², dos quais 8,8 km² cobertos por terra e 0,1 km² cobertos por água. Beardstown localiza-se a aproximadamente 134 m acima do nível do mar.

## Localidades na vizinhança
O diagrama seguinte representa as localidades num raio de 24 km ao redor de Beardstown. 